# Any Old Time of Day
Any Old Time of Day je píseň nahraná roku 1964 americkou zpěvačkou Dionne Warwick.
Píseň byla vydaná na jejím druhém studiovém albu Anyone Who Had a Heart u společnosti Scepter Records. Autorem hudby je Burt Bacharach a textařem Hal David. Byla umístěna jako první skladba na straně "B". Roku 1964 a v dalších letech vycházeli také singly s touto písni např. Scepter Records jí v dubnu 1964 vydal na singlu s písní Walk On By, zde se nacházela na straně "B".

## Coververze
- Sheila (1964) s francouzským textem a názvem Chaque Instant de Chaque Jour[2]
- Dalida (1964) s francouzským textem a názvem Chaque Instant de Chaque Jour[3]
- Núria Feliu (1965) se španělským textem a názvem Qualsevol Hora Va Bé
- José Guardiola (1965) se španělským textem a názvem Cada Instante[4]
- Sue Raney (1966) na straně "A" se singlem Smile na straně "B"[5]
- Jackie Hayes (1967) na straně "A" jako směs s písní Call Me a se singlem Come Softly To Me na straně "B"[6]
- Leslie Uggams (1968) na straně "B" se singlem Is That All There Is na straně "A"[7]
- Stan Getz (1968) instrumentální verze na svém albu What The World Needs Now - Stan Getz Plays Bacharach And David, umístěna jako 4. skladba na straně "A"
- Earl Klugh (1989) instrumentální verze na svém albu Solo Guitar, umístěna jako 1. skladba na straně "B"